# Calciatori della nazionale dominicana
In questa lista sono raccolti i calciatori che hanno rappresentato in almeno una partita la Nazionale dominicana.
Statistiche aggiornate al 16 ottobre 2020.
| Nome                        | Presenze | Reti | Esordio | Ultima partita |
| --------------------------- | -------- | ---- | ------- | -------------- |
| Edward Acevedo Cruz         | 14       | 0    | 2008    | 2014           |
| Juan Ángeles                | 7        | 0    | 2016    | 2019           |
| Miguel Báez                 | 7        | 0    | 2002    | 2016           |
| Heinz Barmettler            | 15       | 0    | 2012    | 2016           |
| Rony Beard                  | 15       | 3    | 2014    | 2016           |
| Tano Bonnín                 | 14       | 1    | 2013    | 2019           |
| Jairo Bueno                 | 8        | 1    | 2019    | 2019           |
| Juan René Contreras         | 5        | 2    | 2004    | 2006           |
| Luiyi de Lucas              | 4        | 0    | 2018    | 2019           |
| Mariano Díaz Mejía          | 1        | 1    | 2013    | 2013           |
| José Espinal                | 2        | 0    | 2014    | 2014           |
| Vinicio Espinal             | 5        | 0    | 2004    | 2019           |
| Jonathan Faña               | 45       | 24   | 2006    | 2016           |
| Josh García                 | 3        | 1    | 2019    | 2019           |
| Rudolf González             | 5        | 1    | 2019    | 2019           |
| Carlos Heredia Fontana      | 6        | 1    | 2018    | 2019           |
| Geremy Lombardi             | 3        | 1    | 2015    | 2015           |
| Carlos Julio Martínez       | 16       | 0    | 2012    | 2019           |
| Luis Antonio Martínez Mateo | 1        | 0    | 2019    | 2019           |
| Gabriel Núñez               | 1        | 0    | 2019    | 2019           |
| Eduard Nuñez                | 3        | 0    | 2014    | 2015           |
| Benji Núñez                 | 1        | 0    | 2019    | 2019           |
| Fran Núñez                  | 6        | 1    | 2019    | 2019           |
| Erick Japa                  | 2        | 0    | 2018    | 2019           |
| Enmy Peña                   | 12       | 2    | 2016    | 2019           |
| Mikhail Pérez               | 1        | 0    | 2011    | 2011           |
| Edipo Rodríguez             | 28       | 6    | 2014    | 2019           |
| Javier Santana              | 3        | 0    | 2012    | 2015           |
| Ronaldo Vásquez             | 14       | 2    | 2017    | 2019           |